# Filip Bandžak
Filip Bandžak, (tjeckiska:: [ˈfɪˈlɪp banˈdʒak]); född 10 september 1983 i Pardubice, är en tjeckisk operasångare (baryton). Han är särskilt känd för mångsidigheten av hans tolkningar och ljus röst med en sammetslen klangfärg.

## Biografi och karriär
Bandžak föddes i Pardubice, Tjeckoslovakien. Han började sin karriär år 1995 och spelade rollen som En page i den berömda operaen Rigoletto av Verdi i Nationalteatern i Prag för första gången.
År 1998 vann han den första pris på Europeiska Grand Prix för körsång i Tolosa, Spanien.
Han vann ett speciellt pris på Kinas internationella sångkonkurrens i Ningbo 2008.
Han var pristagare på den Maria Callas internationella sångkonkurrensen i Aten 2009. Han utförde i ett antal länder: Österrike, Italien, Polen, Ungern, Tyskland, Ukraina, Kazakstan, Malaysia, Singapore, Kina och Kanada.
Han har dykt upp på sådana platser som Megaron Konserthus i Aten, Moskva internationella hus musik, Nationella konserthuset Béla Bartók, Budapest, Rudolfinum, Prags konserthus.
Det europeiska priset för Europeiska unionens konstnärliga och kulturella verksamhet (Gyllene Europea) beviljades Bandžak 2014.

## Operor och musikaler
| Titel                | Componist   | Roll                                                                    | Debutdatum |
| -------------------- | ----------- | ----------------------------------------------------------------------- | ---------- |
| Eugen Onegin         | Tjajkovskij | Eugen Onegin                                                            |            |
| Spader dam           | Tjajkovskij | Furst Jeletzkij                                                         |            |
| Carmen               | Bizet       | Moralès                                                                 | 2012       |
| Jolanta              | Tjajkovskij | Robert, hertig av Burgund                                               |            |
| Barberaren i Sevilla | G. Rossini  | Figaro, barberare i Sevilla                                             | 2014       |
| L'elisir d'amore     | Donizetti   | Belcore                                                                 | 2010       |
| Lucia di Lammermoor  | Donizetti   | Lord Enrico/Henry Ashton                                                |            |
| La bohème            | Puccini     | Marcello                                                                |            |
| Faust                | Gounod      | Valentin                                                                |            |
| Don Quichotte        | Massenet    | Sancho Panza                                                            |            |
| Pajazzo              | Leoncavallo | Silvio, bondpojke                                                       |            |
| Aleko                | Rachmaninov | Aleko                                                                   |            |
| Boris Godunov        | Musorgskij  | Andrej Tjelkalov, dumans sekreterare                                    |            |
| Glada änkan          | Lehár       | Greve Danilo Danilowitsch, ambassadråd, notorisk kvinnokarl och rumlare |            |
| Cantata Profana      | Bartók      |                                                                         |            |
| Carmina Burana       | Orff        |                                                                         |            |

## Filmer
- Djävulens brud (Čertova nevěsta), Sultan – 2011

## Priser och utmärkelser
- Golden Europea (Gyllene Europea) – 2014